# Malocampa obliquata
Malocampa obliquata är en fjärilsart som beskrevs av William Schaus 1920. Malocampa obliquata ingår i släktet Malocampa och familjen tandspinnare. Inga underarter finns listade i Catalogue of Life.